# Zacharie de Jérusalem
Zacharie de Jérusalem est patriarche de Jérusalem à partir de 609.
D'après l'historien Théophane le Confesseur, Zacharie serait mort à Jérusalem, après son retour d'exil en Perse. Mais les sources issues de Jérusalem même disent qu'il est mort en exil.